# San Giorgio e il drago (Paolo Uccello)
San Giorgio e il drago è un dipinto a olio su tela (57×73 cm) di Paolo Uccello, conservato alla National Gallery di Londra e databile al 1460 circa. Sebbene notoriamente l'uso della tela come supporto per i dipinti sia divenuto popolare a Venezia verso la fine del Quattrocento, pare che i primi esempi di pittura su tela siano fiorentini. Questo dipinto, nello specifico, pare essere il primo (o meglio il più antico) esempio a noi pervenuto di olio su tela, dopo la Crocifissione di Donato de' Bardi.

## Descrizione e stile

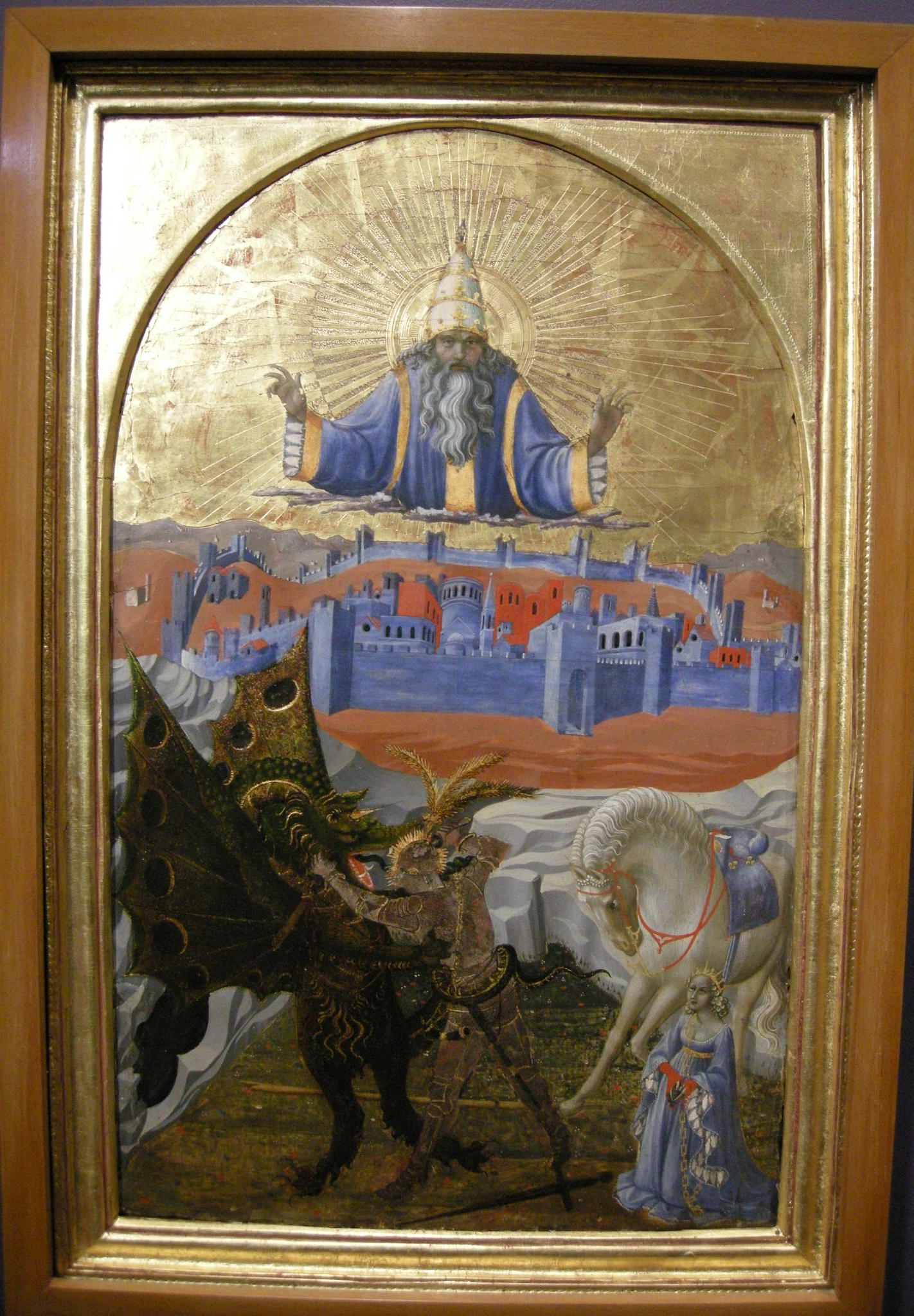
Il San Giorgio di Melbourne.

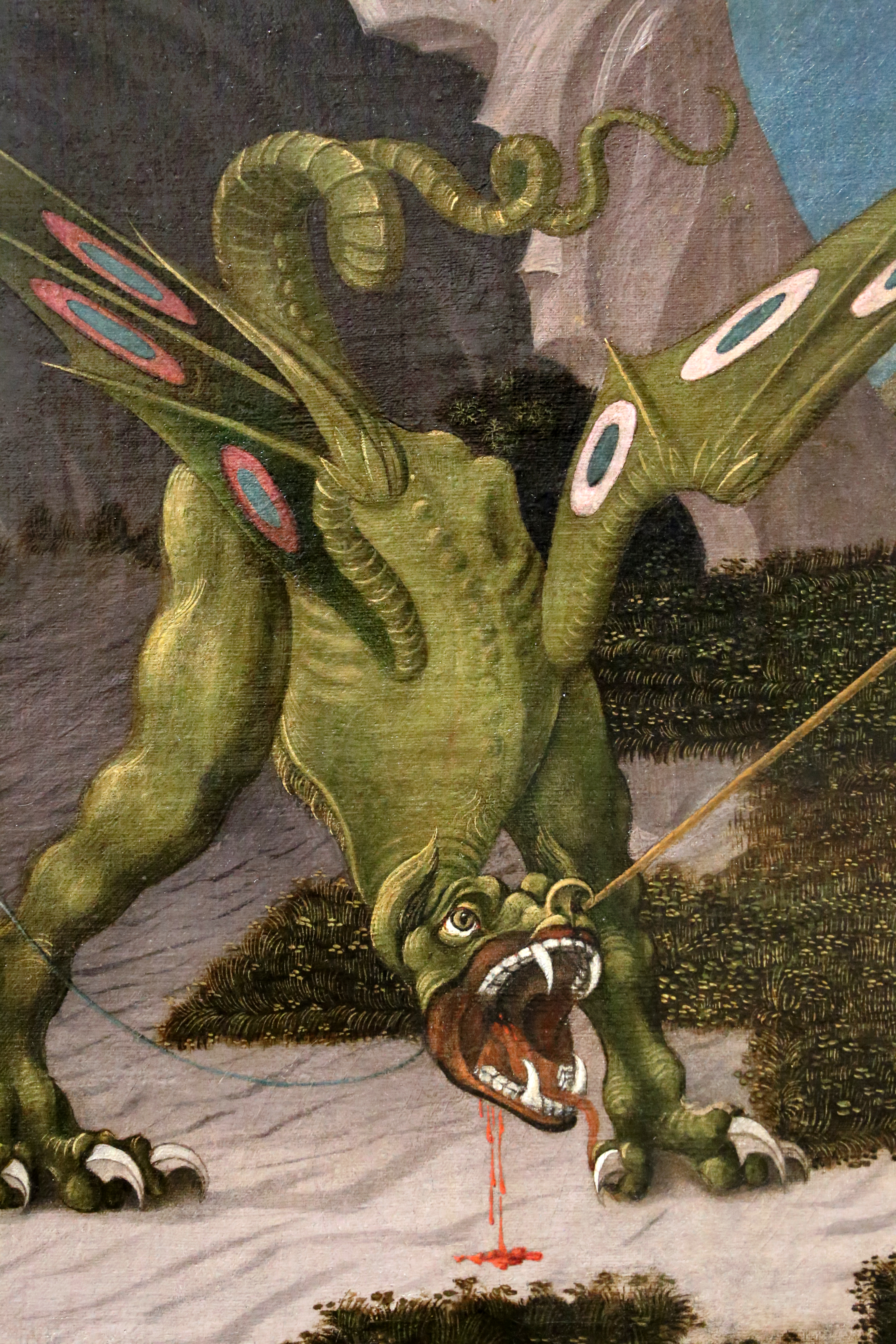
Particolare del drago.

L'opera ritrae il cavaliere san Giorgio mentre dall'alto del suo cavallo sta trafiggendo lo spaventoso drago. Secondo il racconto della Legenda Aurea, san Giorgio, dopo averlo ferito, invita la principessa a legarlo senza timore con la sua cintura perché la segua in città "come una mansuetissima cagna", dove verrà poi ucciso dal santo per convertirne la popolazione al cristianesimo. San Giorgio è l'emblema della ragione che trionfa sulla bestialità e della fede che vince il male.
Lo sfondo è composto dalla grotta dove il drago ha il suo antro e di un sereno paesaggio con un turbine di nuvole sopra San Giorgio, a simboleggiare il suo vigore guerriero. Il ciclone dietro san Giorgio è composto da un vortice di nubi, che sembra anticipare gli studi dal vero di Leonardo da Vinci. Il suolo è composto da siepi quadrangolari disegnate secondo le regole della prospettiva lineare centrica, della quale Paolo Uccello fu uno dei primi maestri. 

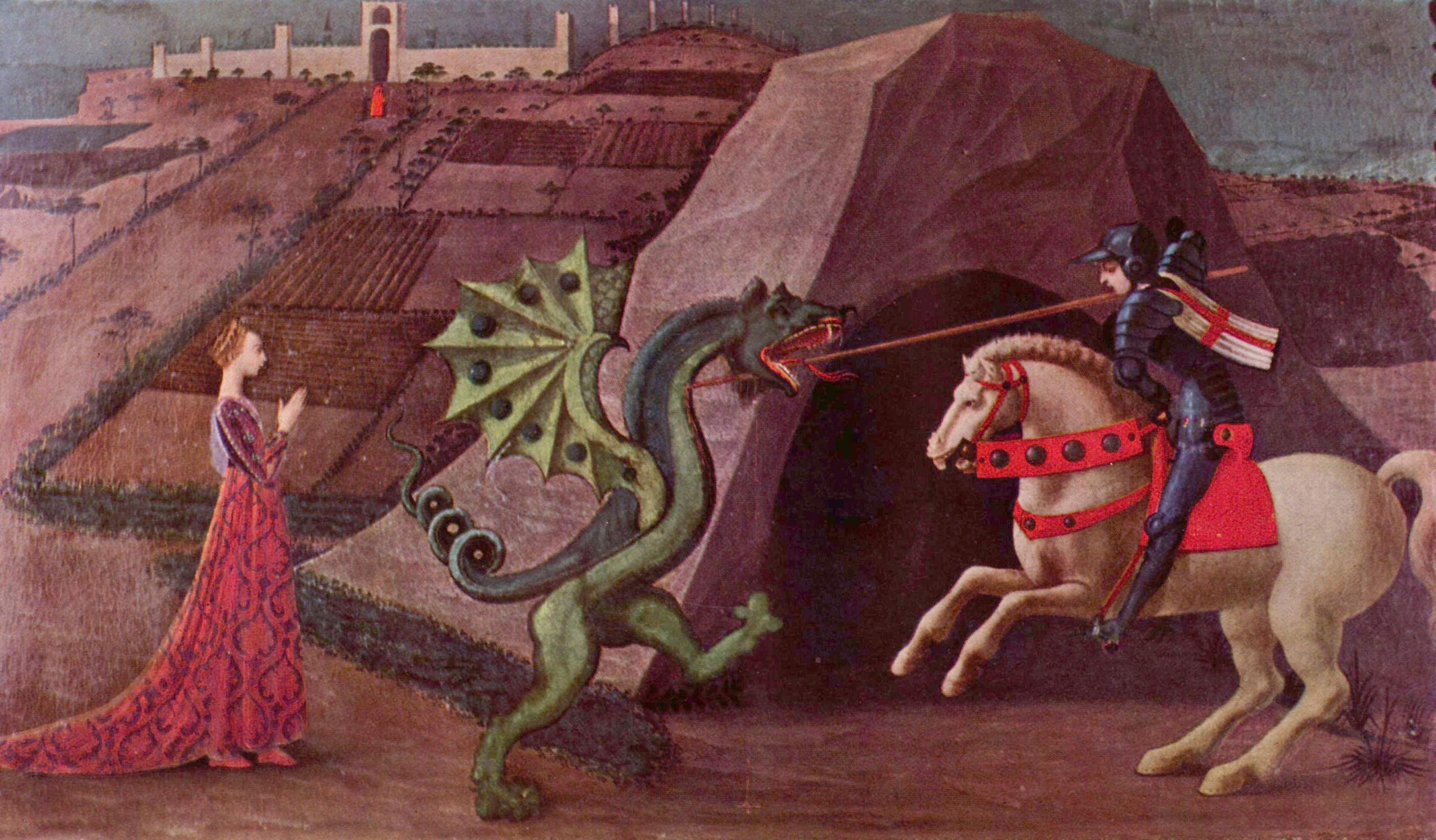
San Giorgio e il drago del Museo Jacquemart André.

Nonostante la rigorosità della costruzione, la disposizione dei protagonisti non dà un'idea convincente di profondità, essendo semplicemente giustapposti allo sfondo, tanto che non proiettano nemmeno le ombre in terra. La principessa poi, così longilinea, composta e aristocratica, sembra presa dalla cultura tardogotica, facendo di questa tela un'opera di transizione tra il Rinascimento e la cultura gotica, dove sono presenti alcuni elementi innovativi ma ne mancano altri. Non mancano infatti accenni fiabeschi o paradossali, come lo stravagante drago o la sottilissima lancia, che nella realtà sarebbe estremamente fragile.
Di Paolo Uccello esiste anche un'altra tavola con San Giorgio e il drago (131×103 cm), conservata nel Museo Jacquemart-André di Parigi. Datata a un periodo precedente, presenta alcuni accorgimenti come un accenno di ombra al suolo, mentre la resa delle figure è più schematica. Una terza tavola, anteriore alle altre due, si trova alla National Gallery of Victoria di Melbourne.